# Vor dem Gesetz
Vor dem Gesetz ist ein 1915 veröffentlichter Prosatext Franz Kafkas, der auch als Türhüterlegende oder Türhüterparabel bekannt ist. Die Handlung besteht darin, dass ein „Mann vom Lande“ vergeblich versucht, den Eintritt in das Gesetz zu erlangen, das von einem Türhüter bewacht wird.

## Inhalt
Die Parabel handelt von dem Versuch eines Mannes vom Lande, in das „Gesetz“ zu gelangen. Der Mann erfährt von einem Türhüter, der davor steht, dass es möglich sei, aber nicht zum gegenwärtigen Zeitpunkt. Er wartet darauf, dass ihm der Türhüter Einlass gewährt, „Tage und Jahre“, sein ganzes Leben lang. Er versucht, den Türhüter zu bestechen. Er bittet sogar die Flöhe im Pelzkragen des Türhüters nach jahrelangem Studium desselben, ihm zu helfen. Aber alles ist vergeblich.
Kurz bevor der Mann vom Lande stirbt, fragt er den Türhüter, warum in all den Jahren niemand außer ihm Einlass verlangt hat. Der Türhüter antwortet, dieser Eingang sei nur für ihn bestimmt gewesen. Er werde ihn jetzt schließen.

## Werksgeschichte
Der Text stammt aus dem Dom-Kapitel des Romanfragmentes Der Process und wird dort Josef K., dem Protagonisten des Romans, von einem Geistlichen erzählt.
Vor dem Gesetz ist der einzige Text aus dem Process, den Kafka selbst veröffentlichte. Zuerst erschien er 1915 in der jüdischen Wochenzeitschrift Selbstwehr und später noch einmal im Rahmen des Erzählsammelbandes Ein Landarzt (1920) zu einem Zeitpunkt, als Kafka die Arbeit am noch unvollendeten Roman schon aufgegeben hatte.
Die Frage seiner Intertextualität ist in der Forschung umstritten. Für Ulf Abraham ist die „Midrasch-Legende“ Pesikta Rabbati 20, „in der Mose eine Reihe von Türhütern überwinden muß, bevor er von Gott die Thora entgegennehmen darf, die Vorlage, zu der sich Kafkas berühmte ‚Legende‘ verhält wie ihre Negation. Der ‚Mann vom Lande‘ ist ein Anti-Mose, der seine biblische Rolle verspielt. Durch diese ‚Um-Schreibung‘ stellt Kafka den Glauben eines ‚auserwählten Volkes‘ an Gott und an sich selbst in Frage.“ Cornelija Vismann sieht einen Bezug zu Johann Peter Hebels Geschichte Der Prozeß ohne Gesetz, in der einem rechtsuchenden Bauern – wiederum anders als bei Kafka – unerwartet und schnell Erfolg zuteilwird.

## Form
Kafka selbst bezeichnet das Prosastück als Legende. Sie benutzt eine schlichte, gewissermaßen archaische Sprache. Aber sie ist keine volkstümliche Erzählung über Heiligenleben und Wundergeschehnisse, sondern sie steht in einem gebrochenen Verhältnis zu religiösen Volksaussagen.
Andere Literaturquellen sehen hier eine Parabel.
Die Erzählperspektive ist zwar auktorial, da der auktoriale Erzähler die Gestalt des neutralen Erzählers einnimmt, aber er berichtet kaum über das Innenleben der beiden Figuren. Er wertet wenig und weiß kaum mehr als der Leser und gibt diesem keine Antwort auf seine Fragen, hält sich vor allem in der zentralen Frage ganz zurück.
Drei Fragen lässt der Text letzten Endes offen:
- Was bedeutet das Gesetz?
- Wie ist das Verhalten des Mannes vom Lande zu beurteilen?
- Wie ist das Verhalten des Türhüters zu bewerten?

Das Gesetz kann weltimmanent oder metaphysisch ausgelegt werden: als Lebensgesetz der persönlichen Selbstverwirklichung oder als göttliches Gesetz des Daseinssinns oder der Heilsfindung. Der Mann vom Lande verfehlt in seiner mangelnden Beherztheit und seiner Autoritätsfurcht sowohl die selbstbestimmte Sinnsuche, wie er auch durch seine lächerlichen Bestechungsversuche offenbart, dass ihm eine wirkliche Glaubenshaltung fehlt. Diese wäre von Demut und Zuversicht geprägt. Der Türhüter wiederum kann als Prüfungsinstanz begriffen werden, welche die existentielle Ernsthaftigkeit der Sinnsuche ausforscht. Er personifiziert die erschreckenden Herausforderungen des Lebensweges oder, anders gewendet, er verbildlicht die innere Skrupulosität des Mannes vom Lande.

## Die Legende als Bestandteil des RomansDer Process
Der Geistliche, der sich selbst als Gefängniskaplan bezeichnet, teilt Josef K. im Dom mit, dass es schlecht um seinen Prozess steht und dass er sich im Gericht täuscht. Zur Erläuterung erzählt er ihm die Türhüterlegende. Josef K. und der Geistliche entwickeln nun verschiedene Auslegungen. Kafka selbst hat in seinen Tagebüchern von der Exegese der Legende gesprochen. Der Geistliche hebt dabei die Pflichterfüllung und Geduld des Türhüters hervor. Josef K. identifiziert sich mit dem Mann vom Lande, der vergeblich ins Gesetz vordringen wollte und der demnach getäuscht wurde.
Der Geistliche bemängelt den Denkansatz des Josef K. und versucht ihm die Vielfalt der Deutungsvarianten, die bereits bestehen, nahezubringen. Denkwürdig sind hierzu folgende zwei Aussagen: „Richtiges Auffassen einer Sache und Missverstehn der gleichen Sache schließen einander nicht vollständig aus.“ und „Die Schrift ist unveränderlich und die Meinungen sind oft nur ein Ausdruck der Verzweiflung darüber.“ Josef K. kann mit diesen Ausführungen nichts anfangen und sagt: „Trübselige Meinung. […] Die Lüge wird zur Weltordnung gemacht.“
Obwohl die Szene in einem Dom, also einem katholischen Gotteshaus mit Mariendarstellung, spielt, verweist der dort auftauchende Geistliche auf die Denkweise der jüdischen Mystik und des babylonischen Talmud. Es handelt sich jedoch nicht in erster Linie um ein religiöses Thema, sondern es soll das Wesen des Gerichtes oder die Erkenntnissuche allgemein verdeutlicht werden. Bezeichnend ist, dass zwar beide Personen der Legende ausführlich beschrieben und gedeutet werden, ein Versuch einer Annäherung an das Wesen des Gesetzes findet jedoch nicht statt. Auch der Geistliche und Josef K. befinden sich eben „vor“ dem Gesetz; die Sphäre „hinter der Tür“, den Schein, der von dort kommt, berühren sie nicht.
Die in der Legende proklamierte Vorstellung, dass jedem Menschen ein individueller Zugang zum Gesetz eingeräumt wird, erscheint dem abendländischen Verständnis völlig fehlgeleitet. Das Gesetz soll doch auf einheitlichem Weg erreichbar sein nach dem Motto „Gleiches Recht für alle“. Kryptisch ist auch der Abschiedsspruch des Geistlichen an Josef K.: „Das Gericht will nichts von Dir. Es nimmt Dich auf wenn Du kommst und es entlässt Dich wenn Du gehst.“ Hat die Türhüterlegende dies verdeutlichen wollen? Die Realität von Josef K.s Prozess ist – oder scheint zumindest – so nicht, er könnte sich ihm sonst doch entziehen.
Dies könnte man auf den ersten Blick meinen. Allerdings muss man hierzu den ganzen Roman hinterfragen, wobei man schlussendlich doch auf die Tatsache stößt, dass K. sich dem Gesetz entziehen könnte; er befasst sich freiwillig mit dem Gesetz und lässt sich immer mehr von ihm einnehmen. Dies ist ihm nicht vorgeschrieben, er könnte immer noch ein normales Leben führen, das „unabhängig“ vom Gericht ist.

## Die Parabel als eigenständiges Prosastück
Obwohl nach dem Vorgenannten eine beliebige Vielfalt oder eben gar keine Deutungsmöglichkeit besteht, wird die Türhüterlegende immer wieder insbesondere zu Unterrichtszwecken bearbeitet. Hierzu einige Deutungsansätze:
Der Mann vom Lande verschanzt sich hinter Gebot und Verbot. Er sucht für jeden Schritt die Genehmigung, die ihn der Verantwortlichkeit enthebt. Er bleibt gefangen im Labyrinth seiner eigenen Vorstellungen und seines Sicherheitsbedürfnisses. Die Bequemlichkeit der Sicherheit, der persönlichen Unverantwortlichkeit weckt den Wunsch, die Verantwortung auf den anderen oder besser noch auf eine unpersönliche Instanz (das Gesetz!) abzuwälzen. Die Legende ist so auch ein Lehrstück über Hierarchien und Ordnungen. Der Mann vom Lande sieht das Licht von fern, aber er kann nicht auf den Weg dahin gelangen, er ist keine autonome Persönlichkeit, sondern ist verstrickt in Zögern, Entschlusslosigkeit und Angst. Der philosophische Rahmen ist der Existentialismus (Kierkegaard, Dostojewski).
Das Gesetz, ein juristisches Regelwerk, wird hier in Bezug auf den einfachen Mann vom Land als Räumlichkeit dargestellt mit einem definierten Zugang, der nur jeweils für eine bestimmte Person vorgesehen ist. Dürfte nicht bereits diese Vorstellung, dass man das Gesetz mit Leichtigkeit über eine Tür wie einen Raum – oder eher wie ein Labyrinth – betreten kann, die Fehleinschätzung sein, die das weitere Scheitern schon beinhaltet? Auch die Vorstellung des Mannes, dass das Gesetz jedem zugänglich sein sollte und auch von vielen aufgesucht würde, ist offensichtlich unrealistisch. Durch seine hinhaltenden Angaben verurteilt der Türhüter den Mann vom Land zum sinnlosen Warten bis zum Tod. Lässt man sich auf die Diktion der Erzählung ein, beginnt hinter der Tür das Gesetz. Folglich ist vor der Tür gesetzfreier Raum. So handelt auch der Türsteher, der sehr bestimmt auftritt und sich niemandem gegenüber zu rechtfertigen hat, entweder willkürlich oder er vollzieht ein dumpfes vorbestimmtes Schicksal.
In beiden Fällen gibt es keine Gesetzmäßigkeit, keine Regel, wodurch der Mann in die Sphäre des Gesetzes gelangen kann oder davon ferngehalten wird. Seine Suche nach dem Gesetz hinter der Tür wird durch das Fehlen einer Gesetzlichkeit vor der Tür plausibel, ja letztlich zwingend.
In der Parabel zeigt sich auch ein bezeichnender Blick Kafkas auf seine eigene berufliche Existenz als Jurist, ein eigentlich ungeliebter Beruf, in dem er dennoch recht erfolgreich war. Die Abgründe des Rechtswesens, die hier geschildert werden, werden im Verlauf des Romanfragments Der Process eindringlich dargestellt.

## Interpretation
Franz Kafka hat in seinem Tagebuch vermerkt, dass er „Zufriedenheits- und Glückgefühle“ empfunden hat, als er den Text abermals las. Bei der Parabel ist es ihm somit gelungen, dass er vollkommen zum Ausdruck gebracht hat, was er wollte.
Der Gefängniskaplan wirft Josef K. in der Kirche im Process vor: „Du suchst zuviel fremde Hilfe“. Auch fixiert sich der Mann vom Lande ebenso wie Josef K. auf das Gericht und versucht umso unermüdlicher, den „Eintritt in das Gesetz“ zu erlangen. Nicht auflösbar bleibt, worin der übergeordnete Sinn des Wartens besteht. Josef K. identifiziert sich mit dem Mann vom Lande und sieht sich als der Getäuschte.
Der Türhüter steht als Sinnbild des modernen Beamten, der als Vertreter des anonymen Verwaltungssystems nicht mehr den ursprünglichen Sinn dieser Einrichtung, sondern nur noch deren davon losgelöste Eigendynamik verkörpert.
„Richtiges Auffassen einer Sache und Mißverstehen der gleichen Sache schließen einander nicht vollständig aus“. Dies zeigt sich nicht nur in diesem Paradoxon, sondern auch in dem ähnlich gelagerten Text Kafkas von 1913 Die Bäume.

## Bezug zu weiteren Kafka-Werken
Zwanghaft und vergeblich ist das Streben des Mannes vom Land. So ist er vergleichbar dem Landvermesser K. in Das Schloß, der unbedingt durch die Schlossbehörde anerkannt werden möchte, oder dem Tier in Der Bau, das wie besessen einen imaginären Feind aufzuspüren versucht, aber erfolglos bleibt. Das Bemühen der Akteure, eine bestimmte Sache zu erreichen, scheitert bereits daran, dass ihre Aktionen keinerlei kausalen Zusammenhang mit ihrem Ziel erkennen lassen. So gibt es keine Orientierungsmöglichkeit. Alles geht ins Leere, das Angestrebte ist durch nichts zu beeinflussen. Es wird eine quälende Frustration beschrieben, von der der jeweilige Protagonist nur durch den Tod Erlösung finden kann.
Ein wesentlicher Bezug zu anderen Werken Kafkas besteht aber vor allem darin, dass der Dichter noch zahlreiche weitere Texte verfasst hat, in denen die Auseinandersetzung um das Passieren einer Türe eine zentrale Rolle spielt. Diese Tatsache unterstreicht die Bedeutung der Stellung, die dieses Motiv im Gesamtwerk Kafkas einnimmt, und fordert eigentlich, dass jede Deutung eines einzelnen „Türhütertextes“ an den weiteren, analogen Texten überprüft wird.

## Zitate
- Merke aber: Ich bin mächtig. Und ich bin nur der unterste Türhüter. Von Saal zu Saal stehn aber Türhüter, einer mächtiger als der andere. Schon den Anblick des dritten kann nicht einmal ich mehr ertragen.
- Der Türhüter […] fragt ihn über seine Heimat aus und nach vielem andern, es sind aber teilnahmslose Fragen, wie sie große Herren stellen […].
- Wohl aber erkennt er jetzt im Dunkel einen Glanz, der unverlöschlich aus der Türe des Gesetzes bricht. Nun lebt er nicht mehr lange.

## Rezeption
- Kindlers Literaturlexikon (S. 45) sieht in der Türhüterlegende die Botschaft an Josef K. (Der Prozess), den Sinn seines Daseins in der Sinnlosigkeit zu suchen.
- Sudau (S. 24): „Das einfache Gepräge des Landmannes ist selbst nur als Bild der Beschränktheit des Menschen und seiner Selbsttäuschung über die Zugänglichkeit der Wahrheit oder des Heils zu verstehen…Damit repräsentiert der Mann vom Lande den irregeleiteten Menschen schlecht hin.“
- Ries (S. 136) spricht von religiöser Verzweiflung, dem Sog des Minutiösen und grüblerischem Spintisieren.
- Alt (S. 414): „Die Legende zeigt an keinem Punkt, wie ein Zugang zu dieser Ordnung hergestellt werden kann. Sie erzählt allein vom Begehren und von der Macht, nicht aber vom Erreichen eines Zieles. Damit wird sie zu einer Geschichte über Hoffnung und Vergeblichkeit.“
- v. Jagow/Burkhart (S. 387): „Die Türhüter-Legende, vom Geistlichen angeblich zur Verdeutlichung erzählt, wirft mehr Fragen auf als sie beantwortet. Die Struktur der Parabel ist dabei durchaus typisch für Kafka. Auf der paradigmatischen wie auf der syntaktischen Ebene ist der Text ausgesprochen einfach strukturiert und dennoch entzieht er sich dem Verstehen.“
- Rieck (S. 1–5) betont, dass die „Türhüterlegende“ in Kafkas Werk ergänzt wird durch eine Fülle weiterer „Türhütertexte“ und sieht das Gesamtwerk des Dichters als eine einzige große „Türhütergeschichte“, vor der sowohl Kafka selbst als auch fast alle seiner Interpreten als Türhüter stehen und den „Eintritt“ (eine gültige Deutung bzw. ein Verständnis) erschweren bzw. für unmöglich erklären.

### Ausgaben
- Zuerst in: Selbstwehr. Unabhängige jüdische Wochenschrift. Jg. 9, #34, 7. November 1915, S. 2a, 2b, 3
- Vor dem Gesetz. Hrsg. von Heinz Politzer. Schocken Verlag, Berlin 1934 (Bücherei des Schocken Verlags 19). - Enthält auch andere Texte.
- Sämtliche Erzählungen. Hg. Paul Raabe. Fischer-TB, Frankfurt am Main 1970, ISBN 3-596-21078-X
- Die Erzählungen. Hg. Roger Hermes. Fischer, Frankfurt am Main 1997, ISBN 3-596-13270-3
- Drucke zu Lebzeiten. Hg. Wolf Kittler, Hans-Gerd Koch, Gerhard Neumann. Fischer, Frankfurt am Main 1994, ISBN 3-10-038155-6, S. 267–269
- Der Proceß. Hg. Malcolm Pasley. Fischer, Frankfurt am Main, S. 292–295
- Gesammelte Werke in 12 Bänden, Hg. Hans-Gerd Koch. Fischer, Frankfurt am Main 1994; siehe darin: 
  - Bd. 1: „Ein Landarzt“ und andere Drucke zu Lebzeiten
  - Bd. 3: Der Proceß
  - Bd. 9 – 12: Tagebücher 1910–1923

### Sekundärliteratur
- Peter-André Alt: Franz Kafka: Der ewige Sohn. C.H. Beck, München 2005, ISBN 3-406-53441-4.
- Peter Beicken: Franz Kafka. Eine kritische Einführung in die Forschung. Athenäum, Frankfurt am Main 1974.
- Hartmut Binder: Vor dem Gesetz. Einführung in Kafkas Welt. Metzler, Stuttgart 1993, ISBN 3-476-00904-1.
- Gerhard Donhauser: Türhüter. Wie Recht wird, was es ist. new academic press, Wien 2013, ISBN 978-3-7003-1855-2.
- Wilhelm Emrich: Franz Kafka. Bonn 1958.
- Manfred Engel: Der Process. In: Manfred Engel, Bernd Auerochs (Hrsg.): Kafka-Handbuch. Leben – Werk – Wirkung. Metzler, Stuttgart, Weimar 2010, ISBN 978-3-476-02167-0, S. 192–207, bes. 203 f. u. 206 f.
- Janko Ferk: Recht ist ein „Prozeß“. Über Kafkas Rechtsphilosophie. Manz, Wien 1999.
- Ernst Fischer: Kafka-Konferenz. In: Kafka aus Prager Sicht. Prag/ Berlin 1966.
- Ulrich Gaier: „Vor dem Gesetz“. Überlegungen zur Exegese einer „einfachen Geschichte“. In: Ulrich Gaier, Werner Volke (Hrsg.): Festschrift für Friedrich Beißner. Bebenhausen 1974, S. 103–120.
- Bettina von Jagow, Oliver Jahraus (Hrsg.): Kafka-Handbuch. Leben – Werk – Wirkung. Vandenhoeck & Ruprecht, Göttingen 2008, ISBN 978-3-525-20852-6.
- Ingeborg Henel: Die Türhüterlegende und ihre Bedeutung für Kafkas „Prozeß“. In: Deutsche Vierteljahresschrift für Literatur- und Geistesgeschichte. 37, 1963, S. 50–70.
- Rainer von Kügelgen: „Nicht genug Achtung vor der Schrift“ oder Wie man eine Verstörung beseitigt: Kafkas Parabel „Vor dem Gesetz“ in Orson Welles Film „Der Prozess“. In: Osnabrücker Beiträge zur Sprachtheorie. Nr. 61, 2000, ISSN 0936-0271, ISBN 3-924110-61-1, S. 67–92. (Digitalisat, PDF, kostenfrei, 739 KB, abgerufen am 15. Juni 2014).
- Andreas Mauz: Draussen vor dem Gesetz. Marginalien zur Raumsemantik in Kafkas Türhüter-Parabel. In: Hermeneutische Blätter. Zeitschrift des Instituts für Hermeneutik und Religionsphilosophie Zürich. 1, 2003, S. 48–60. Online-Ressource: Uni Zürich, Hermes
- Heinz Politzer: Franz Kafka. Der Künstler. Frankfurt am Main 1978.
- Gerhard Rieck: Vor dem Inzest. Eine alternative Deutung von Kafkas „Türhütergeschichten“. In: Kafka-Katern. 3/2010 (Mitteilungsblatt des Niederländischen Franz Kafka-Kreises) und auf Franz Kafka konkret (Vor dem Inzest – PDF)
- Wiebrecht Ries: Kafka zur Einführung. Junius Verlag, Hamburg 1993, ISBN 3-88506-886-9.
- Rolf Selbmann: Der Prozeß ohne Gesetz. Eine neue Deutung von Kafkas „Vor dem Gesetz“ oder nur das alte Dilemma der Interpretation? In: Wirkendes Wort. 51, 2001, S. 42–47.
- Reiner Stach: Kafka. Die Jahre der Erkenntnis. S. Fischer, Frankfurt am Main 2008, ISBN 978-3-10-075119-5.
- Ralf Sudau: Franz Kafka: Kurze Prosa/Erzählungen. Klett, Stuttgart/ Leipzig 2007, ISBN 978-3-12-922637-7.
- Cerstin Urban: Franz Kafka: Erzählungen II (Königs Erläuterungen und Materialien, Band 344). Bange Verlag, Hollfeld 2004, ISBN 3-8044-1756-6.
- Rüdiger Zymner: Kleine Formen: Denkbilder, Parabeln, Aphorismen. In: Manfred Engel, Bernd Auerochs (Hrsg.): Kafka-Handbuch. Leben – Werk – Wirkung. Metzler, Stuttgart, Weimar 2010, ISBN 978-3-476-02167-0, S. 449–466, bes. 458–460.